# 蕭妙䂮
萧妙䂮（?—?），中国南北朝梁朝公主，封號長山公主，為梁简文帝萧纲之女。
蕭妙䂮的母亲是梁简文帝萧纲的正妻王灵宾，王靈宾在萧纲即位之前就已经去世。蕭妙䂮另有兩位同母兄弟：哀太子萧大器、南郡王萧大连，但三人之間的長幼排序不明。史书没有记载蕭妙䂮的婚配和生卒情况。

## 传记资料
- 《梁書 后妃傳》